# Économie du Kosovo
L'indépendance du Kosovo pose la question de la viabilité de son économie, encore très dépendante de l'aide extérieure, comme le constatait dès 2006 le Centre franco-autrichien pour le rapprochement en Europe. 
L'activité économique du Kosovo est faible avec un PIB par tête proche des pays les plus pauvres de la planète ; en Europe il rejoint l'Albanie, la Moldavie et la Macédoine avec un PIB par tête nettement inférieur à 1 000 dollars. 
Les Nations unies qui administrent la province (et maintenant l'État) depuis la fin du conflit de 1999, avait prévu un plan et des aides économiques, mais on ne peut pas parler de réussite. L'Union européenne a versé des aides assez importantes, mais les besoins restent énormes. Ambitionnant de rejoindre l'Union européenne, le Kosovo fait d'ores et déjà partie des pays qui utilisent de facto l'euro.
Les problèmes économiques auxquels devra faire face le nouvel État sont nombreux : 
- Un taux de chômage officiel est de 25,7 %, ce qui favorise l'économie souterraine au détriment des finances publiques, et peut encourager des dérives mafieuses.
- Le Kosovo est également très dépendant de la Serbie, ce qui procure à cette dernière un pouvoir de nuisance sur l'économie kosovare, (le gouvernement serbe a annoncé qu'il s'opposerait à la proclamation d'indépendance par tous les moyens politiques et économiques)[réf. nécessaire].
- Le pays doit faire face à la dégradation ou à l'insuffisance des infrastructures que la guerre de 1999 n'a fait qu'aggraver. La distribution d'électricité est souvent interrompue faute de réseaux et de production suffisants. La principale centrale électrique du pays, située à Obiliç, alimentée par le lignite extrait à proximité, est partiellement inopérante malgré les aides reçues de l'Union européenne. Le manque de fiabilité du réseau électrique a des conséquences sur toute l'économie et en particulier l'industrie.

Aujourd'hui le secteur privé se développe assez vite, le secteur public est à la traine.
Le 29 juin 2009, le Kosovo est devenu le 186e État membre du FMI. Il s'agit de la 1re institution mondiale à intégrer le Kosovo depuis son indépendance.

## Croissance
La croissance économique des années 2010 a été significative. La forte baisse de 2020 est liée à la pandémie de COVID-19.
Source du tableau : banque mondiale.
| Année | Croissance PIB |
| 2009  | 5,04 %         |
| 2010  | 4,94 %         |
| 2011  | 6,32 %         |
| 2012  | 1,71 %         |
| 2013  | 5,34 %         |
| 2014  | 3,35 %         |
| 2015  | 5,92 %         |
| 2016  | 5,57 %         |
| 2017  | 4,83 %         |
| 2018  | 3,41 %         |
| 2019  | 4,76 %         |
| 2020  | -5,34 %        |
| ----- | -------------- |

## Commerce extérieur
Importations
- Minerais (14%)
- Machines-outils (12%)
- Produits agroalimentaires et tabac (12%)
- Métaux (10,4%)
- Produits chimiques (9,4%)
- Moyens de transport (7,7%)
- Plastiques et caoutchoucs (6,8%)
- Produits végétaux (5,7%)

Exportations
- Métaux (43%)
- Minerais (12%)
- Produits agroalimentaires et tabac (10%)
- Plastiques et caoutchoucs (9%)